# Ericthonius tolli
Ericthonius tolli is een vlokreeftensoort uit de familie van de Ischyroceridae. De wetenschappelijke naam van de soort is voor het eerst geldig gepubliceerd in 1909 door Bruggen.